# 閩清県
閩清県（びんせいけん）は中華人民共和国福建省に位置する省直轄の県であり、しばらくの間、福州市の代理管轄下に置かれている。

## 歴史
785年（貞元元年）、侯官県西部に梅渓場が設置され、間もなく県に昇格、後に梅清県と称された。911年に閩清県と改称され、現在に至る。

## 行政区画
下部に11鎮、5郷を管轄する
- 鎮
  - 梅城鎮、梅渓鎮、白樟鎮、金沙鎮、白中鎮、池園鎮、坂東鎮、塔荘鎮、省璜鎮、雄江鎮、東橋鎮
- 郷
  - 雲竜郷、上蓮郷、三渓郷、桔林郷、下祝郷

## 交通

### 鉄道
- 中国国家鉄路集団
  - 合福旅客専用線
    - 閩清北駅

### 道路
- 高速道路
  - 京台高速道路
  - 福銀高速道路（中国語版）

- 国道
  - G316国道（中国語版）